# Cratere Nicholson (Marte)
Nicholson  è un cratere sulla superficie di Marte.
Il cratere è dedicato all'astronomo statunitense Seth Barnes Nicholson.